# Soulomès
Soulomès é uma comuna francesa na região administrativa de Occitânia, no departamento de Lot. Estende-se por uma área de 7,67 km². Em 2010 a comuna tinha 124 habitantes (densidade: 16,2 hab./km²).